# Berta copiosa
Berta copiosa là một loài bướm đêm trong họ Geometridae.